# Шуджа-уд-дін Мухаммад-хан
Шуджа-уд-дін Мухаммад-хан — другий наваб Бенгалії, був одружений з дочками свого попередника, Муршида Кулі-хана. Був хоробрим і ліберальним правителем. Єдине, що не дозволило йому правити довше — його поважний вік.